# Ероика Гвајмас (Гвајмас)
Ероика Гвајмас (шп. Heroica Guaymas) насеље је у Мексику у савезној држави Сонора у општини Гвајмас. Насеље се налази на надморској висини од 9 м.

## Становништво
Према подацима из 2010. године у насељу је живело 113082 становника.

### Хронологија
| Година       | 2000                  | 2005                   | 2010                   |
| ------------ | --------------------- | ---------------------- | ---------------------- |
| Становништво | 97593 (47883 / 49710) | 101507 (49983 / 51524) | 113082 (56090 / 56992) |

### Попис
| \| \| м \| \| \| ж \| \| 0—2 \| 2.930 \| \| \| 2.795 \| \| 3—5 \| 3.045 \| \| \| 2.908 \| \| 6—11 \| 6.463 \| \| \| 6.194 \| \| 12—14 \| 3.246 \| \| \| 3.109 \| \| 15—17 \| 3.152 \| \| \| 3.167 \| \| 18—24 \| 6.744 \| \| \| 6.591 \| \| 60+ \| 4.984 \| \| \| 5.814 \| \| Просек : \| 29,9 \| \| \| 30,8 \| |       |  |  |       |
| |       |  |  |       |
| | м     |  |  | ж     |
| 0—2 | 2.930 |  |  | 2.795 |
| 3—5 | 3.045 |  |  | 2.908 |
| 6—11 | 6.463 |  |  | 6.194 |
| 12—14 | 3.246 |  |  | 3.109 |
| 15—17 | 3.152 |  |  | 3.167 |
| 18—24 | 6.744 |  |  | 6.591 |
| 60+ | 4.984 |  |  | 5.814 |
| Просек : | 29,9  |  |  | 30,8  |

| #   | Индикатор                                                                                        | Вредност |
| --- | ------------------------------------------------------------------------------------------------ | -------- |
| 1   | Становништво од 0 до 2 године                                                                    | 5725     |
| 2   | Мушко становништво од 0 до 2 године                                                              | 2930     |
| 3   | Женско становништво од 0 до 2 године                                                             | 2795     |
| 4   | Становништво са 3 и више година                                                                  | 107179   |
| 5   | Мушко становништво са 3 и више година                                                            | 53070    |
| 6   | Женско становништво са 3 и више година                                                           | 54109    |
| 7   | Становништво са 5 и више година                                                                  | 103135   |
| 8   | Мушко становништво са 5 и више година                                                            | 51001    |
| 9   | Женско становништво са 5 и више година                                                           | 52134    |
| 10  | Становништво са 12 и више година                                                                 | 88569    |
| 11  | Мушко становништво са 12 и више година                                                           | 43562    |
| 12  | Женско становништво са 12 и више година                                                          | 45007    |
| 13  | Становништво са 15 и више година                                                                 | 82214    |
| 14  | Мушко становништво са 15 и више година                                                           | 40316    |
| 15  | Женско становништво са 15 и више година                                                          | 41898    |
| 16  | Становништво са 18 и више година                                                                 | 75895    |
| 17  | Мушко становништво са 18 и више година                                                           | 37164    |
| 18  | Женско становништво са 18 и више година                                                          | 38731    |
| 19  | Становништво од 3 до 5 година                                                                    | 5953     |
| 20  | Мушко становништво од 3 до 5 година                                                              | 3045     |
| 21  | Женско становништво од 3 до 5 година                                                             | 2908     |
| 22  | Становништво од 6 до 11 година                                                                   | 12657    |
| 23  | Мушко становништво од 6 до 11 година                                                             | 6463     |
| 24  | Женско становништво од 6 до 11 година                                                            | 6194     |
| 25  | Становништво од 8 до 14 година                                                                   | 14935    |
| 26  | Мушко становништво од 8 до 14 година                                                             | 7633     |
| 27  | Женско становништво од 8 до 14 година                                                            | 7302     |
| 28  | Становништво од 12 до 14 година                                                                  | 6355     |
| 29  | Мушко становништво од 12 до 14 година                                                            | 3246     |
| 30  | Женско становништво од 12 до 14 година                                                           | 3109     |
| 31  | Становништво од 15 до 17 година                                                                  | 6319     |
| 32  | Мушко становништво од 15 до 17 година                                                            | 3152     |
| 33  | Женско становништво од 15 до 17 година                                                           | 3167     |
| 34  | Становништво од 18 до 24 године                                                                  | 13335    |
| 35  | Мушко становништво од 18 до 24 године                                                            | 6744     |
| 36  | Женско становништво од 18 до 24 године                                                           | 6591     |
| 37  | Женско становништво од 15 до 49 година                                                           | 30607    |
| 38  | Становништво са 60 и више година                                                                 | 10798    |
| 39  | Мушко становништво са 60 и више година                                                           | 4984     |
| 40  | Женско становништво са 60 и више година                                                          | 5814     |
| 41  | Однос између мушкараца и жена                                                                    | 98.42    |
| 42  | Становништво од нуле до 14 година                                                                | 30690    |
| 43  | Становништво од 15 до 64 године                                                                  | 74959    |
| 44  | Становништво од 65 година и више                                                                 | 7255     |
| 45  | Просечан број деце                                                                               | 2.21     |
| 46  | Становништво рођено у ентитету                                                                   | 91928    |
| 47  | Мушко становништво рођено у ентитету                                                             | 45486    |
| 48  | Женско становништво рођено у ентитету                                                            | 46442    |
| 49  | Становништво рођено у другом ентитету                                                            | 20029    |
| 50  | Мушко становништво рођено у другом ентитету                                                      | 9979     |
| 51  | Женско становништво рођено у другом ентитету                                                     | 10050    |
| 52  | Становништво од 5 година и више резидентно у ентитету у јуну 2005. године                        | 97864    |
| 53  | Мушко становништво старосног доба од 5 година и више, резидентно у ентитету у јуну 2005. године  | 48156    |
| 54  | Женско становништво старосног доба од 5 и више година, резидентно у ентитету у јуну 2005. године | 49708    |
| 55  | Становништво од 5 година и више које је живело у другом ентитету у јуну 2005. године             | 3639     |
| 56  | Мушко становништво старије од 5 година које је живело у другом ентитету у јуну 2005. године      | 1911     |
| 57  | Женско становништво старије од 5 година које је живело у другом ентитету у јуну 2005. године     | 1728     |
| 58  | Становништво од 3 године и више које говори аутохтони језик                                      | 592      |
| 59  | Мушко становништво старо 3 године и више које говори аутохтони језик                             | 371      |
| 60  | Женско становништво старо 3 године и више које говори аутохтони језик                            | 221      |
| 61  | Становништво од 3 године и више које говори аутохтони језик и не говори шпански језик            | 0        |
| 62  | Мушко становништво старо 3 године и више које говори аутохтони језик и не говори шпански         | 0        |
| 63  | Женско становништво старо 3 године и више које говори аутохтони језик и не говори шпански језик  | 0        |
| 64  | Становништво старо 3 године и више које говори аутохтони језик и шпански                         | 391      |
| 65  | Мушко становништво старо 3 године и више које говори аутохтони језик и шпански                   | 257      |
| 66  | Женско становништво старо 3 године и више које говори аутохтони језик и шпански                  | 134      |
| 67  | Становништво од 5 година и више које говори аутохтони језик                                      | 581      |
| 68  | Становништво од 5 година и више које говори аутохтони језик и не говори шпански језик            | 0        |
| 69  | Становништво од 5 година и више које говори аутохтони језик и говори шпански језик               | 387      |
| 70  | Становништво у домородачким домаћинствима                                                        | 1290     |
| 71  | Становништво са ограничењима у активностима                                                      | 5128     |
| 72  | Становништво са ограниченим ходањем или кретањем, горе или доле                                  | 3030     |
| 73  | Становници са ограничењима вида, чак и уз кориштење сочива                                       | 1283     |
| 74  | Становништво са ограничењима говора, комуникације или конверзације                               | 456      |
| 75  | Становништво са ограниченим слухом                                                               | 420      |
| 76  | Становништво са ограничењима при одевању, купању или јелу                                        | 289      |
| 77  | Становништво са ограничењима у опажању или учењу једноставних ствари                             | 268      |
| 78  | Становништво са менталним ограничењима                                                           | 573      |
| 79  | Становништво без ограничења активности                                                           | 107257   |
| 80  | Становништво од 3 до 5 година које не похађа школу                                               | 2944     |
| 81  | Мушко становништво од 3 до 5 година које не похађа школу                                         | 1567     |
| 82  | Женско становништво од 3 до 5 година које не похађа школу                                        | 1377     |
| 83  | Становништво од 6 до 11 година које не похађа школу                                              | 311      |
| 84  | Мушко становништво од 6 до 11 година које не похађа школу                                        | 160      |
| 85  | Женско становништво од 6 до 11 година које не похађа школу                                       | 151      |
| 86  | Становништво од 12 до 14 година које не похађа школу                                             | 382      |
| 87  | Мушко становништво од 12 до 14 година које не похађа школу                                       | 223      |
| 88  | Женско становништво од 12 до 14 година које не похађа школу                                      | 159      |
| 89  | Становништво од 15 до 17 година похађа школу                                                     | 4849     |
| 90  | Мушко становништво од 15 до 17 година похађа школу                                               | 2370     |
| 91  | Женско становништво између 15 и 17 година живота у школи                                         | 2479     |
| 92  | Становништво од 18 до 24 године похађа школу                                                     | 4783     |
| 93  | Мушко становништво од 18 до 24 године похађа школу                                               | 2504     |
| 94  | Женско становништво од 18 до 24 године похађа школу                                              | 2279     |
| 95  | Становништво од 8 до 14 година које не може да чита и пише                                       | 306      |
| 96  | Мушко становништво старосног доба од 8 до 14 година које не може да чита и пише                  | 204      |
| 97  | Женско становништво старосног доби од 8 до 14 година које не може да чита и пише                 | 102      |
| 98  | Становништво од 15 година и више које је неписмено                                               | 1572     |
| 99  | Мушко становништво од 15 година и више које је неписмено                                         | 763      |
| 100 | Женско становништво од 15 година и више које је неписмено                                        | 809      |
| 101 | Становништво старо 15 и више година без школовања                                                | 2008     |
| 102 | Мушко становништво старо 15 и више година без школовања                                          | 982      |
| 103 | Женско становништво старо 15 и више година без школовања                                         | 1026     |
| 104 | Становништво старосног доба 15 и више година са непотпуним основним образовањем                  | 6548     |
| 105 | Мушко становништво старосног доба од 15 година и више са непотпуном основним образовањем         | 3175     |
| 106 | Женско становништво старосног доба 15 и више година са непотпуном основним образовањем           | 3373     |
| 107 | Становништво старо 15 и више година са комплетним основним образовањем                           | 10138    |
| 108 | Мушко становништво старо 15 година и више са комплетним основним образовањем                     | 5047     |
| 109 | Женско становништво старо 15 и више година са комплетним основним образовањем                    | 5091     |
| 110 | Становништво старосног доба 15 и више година са непотпуним средњим образовањем                   | 5017     |
| 111 | Мушко становништво старосног доба од 15 година и више са непотпуним средњим образовањем          | 2719     |
| 112 | Женско становништво старосног доба од 15 година и више са непотпуним средњим образовањем         | 2298     |
| 113 | Становништво старо 15 и више година са пуним секундарном образовањем                             | 19807    |
| 114 | Мушко становништво старосног доба од 15 година и више са пуним секундарном образовањем           | 9984     |
| 115 | Женско становништво старосног доба од 15 година и више са пуним секундарном образовањем          | 9823     |
| 116 | Становништво старије од 18 година са постосновним образовањем                                    | 34490    |
| 117 | Мушко становништво старије од 18 година са постосновним образовањем                              | 16776    |
| 118 | Женско становништво старије од 18 година са постосновним образовањем                             | 17714    |
| 119 | Просечна оцена школовања                                                                         | 9.76     |
| 120 | Просечан ниво образовања мушке популације                                                        | 9.77     |
| 121 | Просечан ниво образовања женског становништва                                                    | 9.75     |
| 122 | Економски активно становништво                                                                   | 48055    |
| 123 | Економски активна мушка популација                                                               | 30523    |
| 124 | Економски активна женска популација                                                              | 17532    |
| 125 | Становништво које није економски активно                                                         | 40153    |
| 126 | Мушко становништво које није економски активно                                                   | 12843    |
| 127 | Женско становништво које није економски активно                                                  | 27310    |
| 128 | Запослено становништво                                                                           | 45125    |
| 129 | Запослено мушко становништво                                                                     | 28358    |
| 130 | Запослено женско становништво                                                                    | 16767    |
| 131 | Незапослена популација                                                                           | 2930     |
| 132 | Незапослена мушка популација                                                                     | 2165     |
| 133 | Незапослена женска популација                                                                    | 765      |
| 134 | Становништво без права на здравствене услуге                                                     | 21104    |
| 135 | Становништво које има право на здравствене услуге                                                | 91581    |
| 136 | Становништво које има право на ИМСС                                                              | 66369    |
| 137 | Становништво које има право на социјално осигурање                                               | 6109     |
| 138 | Становништво које има право на државно социјално осигурање                                       | 4230     |
| 139 | Становништво које има право на опште осигурање или здравствено осигурање за нову генерацију      | 9830     |
| 140 | Становништво које је било једном или није било у браку током 12 година и више                    | 29051    |
| 141 | Венчано или уједињено становништво од 12 година и више                                           | 48737    |
| 142 | Становништво које је било у браку или уједињено 12 година и више                                 | 10507    |
| 143 | Становништво са католичком религијом                                                             | 94934    |
| 144 | Протестанти, еванђелисти и библијски следбеници различити од еванђелиста                         | 10252    |
| 145 | Становништво са другим религијама различитим од претходних                                       | 38       |
| 146 | Становништво без религије                                                                        | 7138     |
| 147 | Укупно пописаних домаћинства                                                                     | 31633    |
| 148 | Пописна домаћинства на челу са мушкарцима                                                        | 23312    |
| 149 | Пописна домаћинства на челу са женама                                                            | 8321     |
| 150 | Становништво у пописним домаћинствима                                                            | 112231   |
| 151 | Становништво у пописним домаћинствима на челу са мушкарцима                                      | 86225    |
| 152 | Становништво у пописним домаћинствима на челу са женама                                          | 26006    |
| 153 | Укупно домаћинстава                                                                              | 39678    |
| 154 | Укупно насељених домаћинстава                                                                    | 31688    |
| 155 | Укупно приватних кућа                                                                            | 39623    |
| 156 | Насељени приватни домови                                                                         | 31633    |
| 157 | Укупно насељених приватних кућа                                                                  | 31682    |
| 158 | Ненасељене приватне куће                                                                         | 6708     |
| 159 | Појединачна домаћинства за привремену употребу                                                   | 1282     |
| 160 | Становници у насељеним приватним кућама                                                          | 112231   |
| 161 | Насељеност станара у приватним становима                                                         | 3.55     |
| 162 | Просечно становника по соби у приватним насељеним домаћинствима                                  | 0.92     |
| 163 | Појединачна домаћинства са подовима од различитих материјала од земље                            | 30787    |
| 164 | Појединачна домаћинства у приземљу                                                               | 686      |
| 165 | Појединачна домаћинства са једном спаваћом собом                                                 | 10232    |
| 166 | Појединачна домаћинства са две спаваће собе и више                                               | 21305    |
| 167 | Појединачна домаћинства са једним собом                                                          | 1274     |
| 168 | Појединачна домаћинства са две собе                                                              | 3865     |
| 169 | Појединачна домаћинства са 3 собе и више                                                         | 26375    |
| 170 | Појединачна домаћинства која имају електрично светло                                             | 31301    |
| 171 | Појединачна домаћинства која немају електрично светло                                            | 266      |
| 172 | Појединачна домаћинства која имају водоводну воду у стамбеном простору                           | 30154    |
| 173 | Појединачна домаћинства која немају водоводну воду у стамбеном простору                          | 1354     |
| 174 | Појединачна домаћинства која имају тоалет                                                        | 30960    |
| 175 | Појединачна домаћинства која имају канализацију                                                  | 30718    |
| 176 | Појединачна домаћинства која немају канализацију                                                 | 780      |
| 177 | Појединачна домаћинства која имају електрично светло, довод воде из јавне мреже и канализацију   | 29588    |
| 178 | Појединачна домаћинства без икаквих услова                                                       | 133      |
| 179 | Појединачна домаћинства која имају радио                                                         | 27201    |
| 180 | Појединачна домаћинства која имају телевизор                                                     | 30825    |
| 181 | Појединачна домаћинства која имају фрижидер                                                      | 30202    |
| 182 | Појединачна домаћинства која имају машину за веш                                                 | 24162    |
| 183 | Појединачна домаћинства која имају аутомобил или комби                                           | 18405    |
| 184 | Појединачна домаћинства која имају рачунар                                                       | 14240    |
| 185 | Појединачна домаћинства која имају фиксну телефонску линију                                      | 15621    |
| 186 | Појединачна домаћинства која имају мобилни телефон                                               | 26117    |
| 187 | Појединачна домаћинства која имају приступ интернету                                             | 10898    |
| 188 | Величина локације                                                                                | 11       |